# Гоминьяйнш
Гоминьяйнш (порт. Gominhães)  —  район (фрегезия) в Португалии,  входит в округ Брага. Является составной частью муниципалитета  Гимарайнш. Находится в составе крупной городской агломерации Большое Минью. По старому административному делению входил в провинцию Минью. Входит в экономико-статистический  субрегион Аве, который входит в Северный регион. Население составляет 507 человек на 2001 год. Занимает площадь 2,06 км².
Покровителем района считается Апостол Пётр (порт. São Pedro). 